# Shoshana Damari

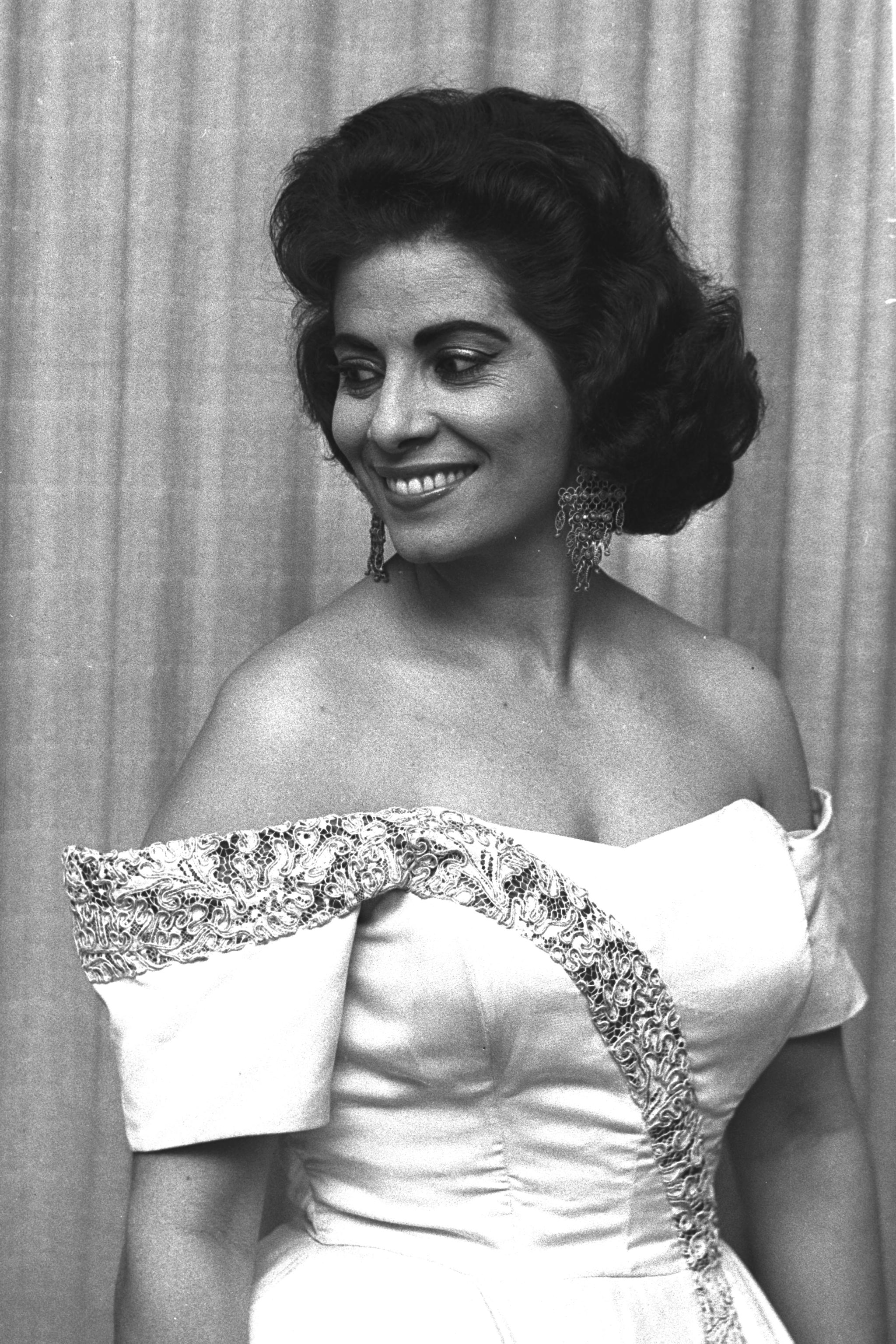
Shoshana Damari, 1961

Shoshana Damari (ur. 31 marca 1923 w Dhamar (Jemen), zm. 14 lutego 2006 w Tel Awiwie) – izraelska wokalistka, nazywana „królową żydowskiej piosenki”.
Do Izraela przyjechała w 1925 r., a jej rodzina osiedliła się w Riszon le-Cijjon. W wieku 14 lat zaczęła śpiewać w izraelskim radiu. Zasłynęła z wykonań wielu hebrajskich piosenek.
Najbardziej znane utwory wykonywane przez Shoshanę Damari to: Mah Tovu, Migdalor, Or.